# 喬夫倫傑尼鄉
45°05′N 24°32′E / 45.083°N 24.533°E
喬夫倫傑尼鄉（羅馬尼亞語：Comuna Ciofrângeni, Argeș），是羅馬尼亞的鄉份，位於該國中南部，由阿爾傑什縣負責管轄，面積43平方公里，海拔高度374米，2007年人口2,564，人口密度每平方公里59人。